# كلوديا بيريرا
كلوديا بيريرا (بالبرتغالية: Claudia Pereira‏) هي محامية برازيلية، ولدت في 18 فبراير 1976 في Ilha Solteira ‏ في البرازيل.